# حراجة زراعية

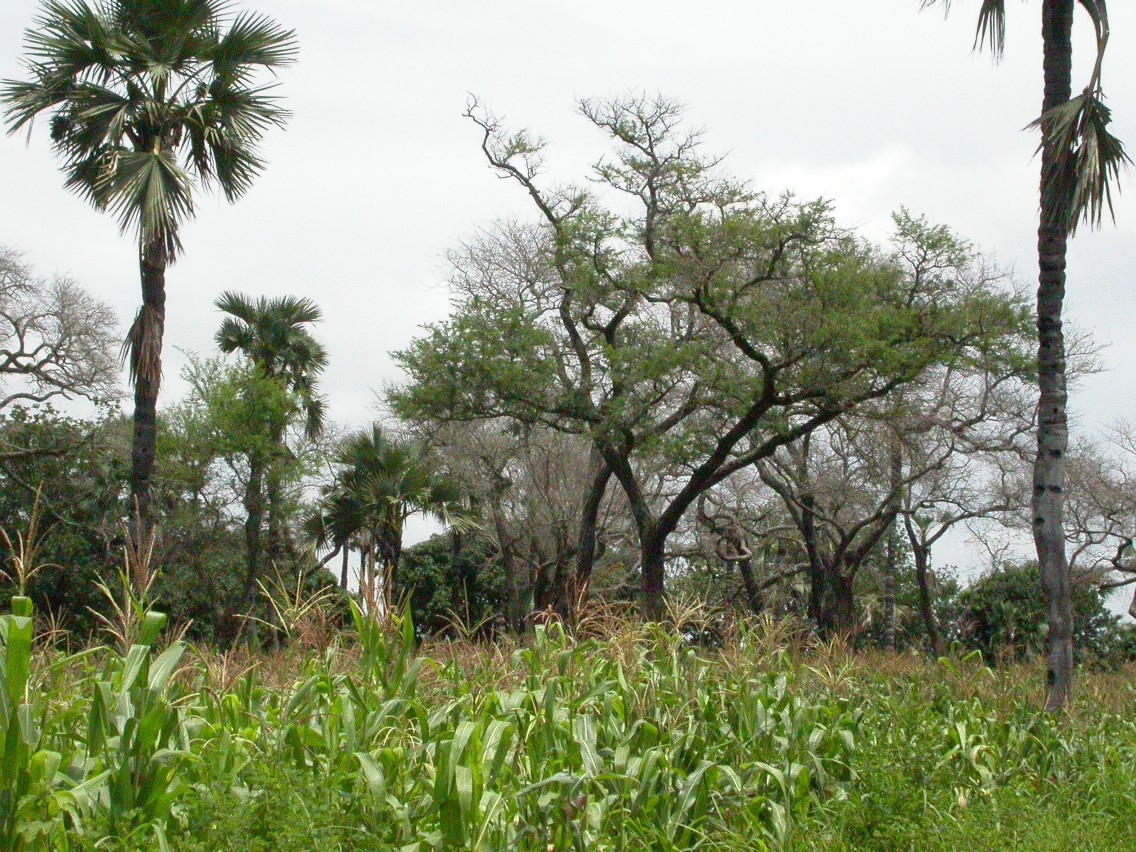
الحدائق في بوركينا فاسو: السورغم التي تُزرع تحت الحراز الأبيض والـبوراس أكياسي بالقرب من بانفورا

الحراجة الزراعية هي نهج متكامل لاستخدام المزايا التفاعلية من الجمع بين الأشجار والشجيرات مع المحاصيل و/أو الماشية.
وهي تجمع بين التقنيات الزراعية وتقنيات الحراجة لخلق نظم انتفاع بالأرض أكثر تنوعًا وإنتاجية وربحية وصحة واستدامة. بينما يُعد التعريف الضيق للحراجة الزراعية هو «الأشجار في المزارع.»

## كعلم
تأتي القاعدة النظرية للحراجة الزراعية من البيئة، عبر الإيكولوجيا الزراعية. ومن هذا المنظور، تُعد الحراجة الزراعية واحدة من العلوم الثلاثة الرئيسية التي تستخدم الأرض. والآخران هما الزراعة والحراجة.
تنخفض كفاءة التمثيل الضوئي مع زيادة شدة الضوء، ويزيد معدل التمثيل الضوئي بصعوبة بمجرد أن تكون شدة الضوء أكثر من حوالي عُشر ضوء أشعة الشمس المباشرة. وهذا يعني أن النباتات تحت الأشجار ما زال بإمكانها النمو جيدًا بالرغم من حصولها على ضوء أقل. ومن خلال وجود أكثر من مستوى واحد من الغطاء النباتي، فمن الممكن الحصول على تمثيل ضوئي أكثر مما يتم الحصول عليه بطبقة واحدة.
إن الحراجة الزراعية لديها الكثير من القواسم المشتركة مع التحميل. فكلاهما لديه اثنان أو أكثر من الأنواع النباتية (مثل النباتات المثبتة للنيتروجين) في تفاعل وثيق، وكلاهما يقدم نواتج متعددة، ونتيجة لذلك، تنخفض الإنتاجية الكلية المرتفعة، بسبب تقاسم تطبيق واحد أو مدخل واحد، كما تنخفض التكاليف أيضًا. وفوق ذلك، هناك مكاسب محددة للحراجة الزراعية.
كما تُعرف الحراجة الزراعية باسم وحدة إدارة الأراضي المتعمدة، والتي من خلالها تُزرع النباتات المعمرة الخشبية على نفس قطعة الأرض مع المحاصيل الزراعية و/أو الثروة الحيوانية في شكل من أشكال الترتيب المكاني أو التسلسل الزمني.

## الفوائد
يمكن لأنظمة الحراجة الزراعية أن تكون مفيدة أكثر من الأساليب التقليدية للإنتاج الزراعي والغابات. حيث يمكنها توفير إنتاجية أكبر وفوائد اقتصادية وتنوع أكثر في السلع والخدمات البيئية.
عادة ما يكون التنوع الحيوي في أنظمة الحراجة الزراعية أعلى من الأنظمة الزراعية التقليدية، فمع اثنين أو أكثر من الأنواع النباتية المتفاعلة في مساحة معينة، يخلق التنوع موطنًا أكثر تعقيدًا يمكنه دعم مجموعة متنوعة من الطيور والحشرات والحيوانات الأخرى. واعتمادًا على التطبيق، يمكن للتأثيرات المحتملة للحراجة الزراعية أن تشمل:
- الحد من الفقر من خلال زيادة إنتاج الخشب والمنتجات الأخرى الخاصة بالأشجار للاستهلاك والبيع المنزلي
- المساهمة في تحقيق الأمن الغذائي من خلال استعادة خصوبة التربة لزراعة المحاصيل الغذائية
- الحصول على ماء نظيف من خلال تقليل انسياب المغذيات والتربة
- مواجهة ظاهرة الاحترار العالمي وخطر المجاعة من خلال زيادة عدد الأشجار المقاومة للجفاف والإنتاج التالي للفواكه والبندق والزيوت الصالحة للأكل
- الحد من إزالة الغابات والضغط على الأراضي الحرجية من خلال توفير الحطب المزروع في الحقول
- تقليل أو القضاء على الحاجة إلى المواد الكيميائية السامة (المبيدات الحشرية ومبيدات الأعشاب إلخ.)
- تحسين التغذية البشرية، من خلال إنتاج محاصيل زراعية متنوعة
- في الحالات التي تكون فيها فرص حصول الناس على الأدوية السائدة فرصًا محدودة، توفر مساحة متزايدة لزراعة النباتات الطبية

## كتابات أخرى
- Patish, Daizy Rani، المحرر (2008). Ecological basis of agroforestry. CRC Press. ISBN:978-1-4200-4327-3. مؤرشف من الأصل في 2023-01-21.
- The Springer Journal, "Agroforestry Systems" (ISSN 1572-9680) ; Editor-In-Chief: Prof. Shibu Jose, H.E. Garrett Endowed Professor and Director, The Center for Agroforestry, University of Missouri
- Robbins، Jim (21 نوفمبر 2011). "A Quiet Push to Grow Crops Under Cover of Trees". نيويورك تايمز. مؤرشف من الأصل في 2019-08-07. اطلع عليه بتاريخ 2011-11-22.

## وصلات خارجية
- World Agroforestry Centre
- The Center for Agroforestry at the University of Missouri
- Online Masters Degree in Agroforestry University of Missouri
- Australian Agroforestry
- The Green Belt Movement
- Plants For A Future
- Ya'axché Conservation Trust
- Trees for the Future
- Free Distance Agroforestry Training Manual (from Trees for the Future)
- Vi-Agroforestry
- Agroforst in Deutschland

Media
- "Agroforestry makes sense for marginalised people in the Philippines uplands" (Erhardt/Bünner), article in the magazine D+C Development and Cooperation
- الفيلم القصير Agroforestry Practices - Alley Cropping (2004) متوفر للتحميل من موقع أرشيف الإنترنت [المزيد]
- الفيلم القصير Agroforestry Practices - Forest Farming (2004) متوفر للتحميل من موقع أرشيف الإنترنت [المزيد]
- الفيلم القصير Agroforestry Practices - Riparian Forest Buffers (2004) متوفر للتحميل من موقع أرشيف الإنترنت [المزيد]
- الفيلم القصير Agroforestry Practices - Silvopasture (2004) متوفر للتحميل من موقع أرشيف الإنترنت [المزيد]
- الفيلم القصير Agroforestry Practices - Windbreaks (2004) متوفر للتحميل من موقع أرشيف الإنترنت [المزيد]